# Wil Myers
William Bradford Myers (ur. 10 grudnia 1990) – amerykański baseballista występujący na pozycji zapolowego w San Diego Padres.

## Przebieg kariery
Myers został wybrany w 2009 roku w trzeciej rundzie draftu przez Kansas City Royals, jednak grał tylko w klubach farmerskich tego zespołu. W grudniu 2012 w ramach wymiany zawodników przeszedł do Tampa Bay Rays, w którym zadebiutował 18 czerwca 2013 w meczu przeciwko Boston Red Sox.
22 czerwca 2013 w spotkaniu z New York Yankees rozegranym na Yankee Stadium zdobył pierwszego w MLB home runa (grand slama), wyprowadzając Rays na prowadzenie 5–3; ostatecznie Yankees wygrali 7–5. W sezonie 2013 zaliczył najwięcej spośród debiutantów American League RBI (53), uzyskał średnią uderzeń 0,293, zdobył 13 home runów i otrzymał nagrodę AL Rookie of the Year Award.
4 maja 2014 w wygranym 5–1 przez Rays meczu z New York Yankees na Yankee Stadium, zdobył trzypunktowego inside-the-park home runa. 30 maja 2014 w spotkaniu z Boston Red Sox doznał kontuzji prawego nadgarstka, co wykluczyło go z gry na 5–6 tygodni.
W grudniu 2014 przeszedł do San Diego Padres. W czerwcu 2016 uzyskał średnią 0,327, zaliczył 21 extra base hits i został wybrany najlepszym zawodnikiem miesiąca w National League. W lipcu 2016 po raz pierwszy został powołany do NL All-Star Team.
10 kwietnia 2017 w meczu przeciwko Colorado Rockies został drugim zawodnikiem w historii Padres, który zaliczył cycle.

## Nagrody i wyróżnienia
| Nagroda/wyróżnienie   | Lata | Źródło |
| All-Star              | 2016 | [ 10 ] |
| AL Rookie of the Year | 2013 | [ 5 ]  |